# 울주 반곡리 지석묘군
울주 반곡리 지석묘군(蔚州 盤谷里 支石墓群)은 울산광역시 울주군 언양읍에 있는 청동기시대의 지석묘군이다. 2000년 11월 9일 울산광역시의 기념물 제27호로 지정되었다.

## 개요
반곡리 지석묘군은 반곡리 옥동마을 저수지옆 경작지에 위치하며, 서로 80m정도의 거리를 두고 각각 1기씩 자리잡고 있다. 이 일대는 고헌산의 동남쪽 능선자락으로 지석묘는 해발 30~40m정도에 있다.
경작지에 위치하고 있는 1호 지석묘는 덮개돌이 화강암으로 반듯하게 놓여 있으며, 길이 300㎝, 너비 200㎝, 두께 75㎝정도이다. 상석에는 성혈이 관찰되며, 받침돌은 직경 50㎝정도 되는 것으로 3매 정도가 확인된다. 저수지 서쪽에 자리 잡고 있는 2호 지석묘는 길이 400㎝, 너비 350㎝, 두께 87㎝정도이며, 직경 60㎝정도 되는 받침돌이 2매가 확인되며, 상석의 단면은 모가난 부정형이다.
이 지석묘군은 청동기시대 언양 및 두서 일대의 정치·사회·문화 등을 연구할 수 있는 중요한 자료가 된다.

## 참고 문헌
- 반곡리지석묘군 - 국가유산청 국가유산포털